# Bibliothèque universelle des dames

La Bibliothèque universelle des dames publiait au XVIIIe siècle deux volumes par mois sur divers sujets. L'on pouvait souscrire à divers brochés, reliés et dorés sur tranches avec le nom du souscripteur spécialement imprimé en tête de chaque volume.